# 山崎亀吉
山崎 亀吉（やまざき かめきち、1870年2月3日（明治3年1月3日） - 1944年（昭和19年）7月14日）は、明治時代後期から昭和時代戦前の実業家、政治家。貴族院多額納税者議員。

## 経歴
東京府日本橋区馬喰町四丁目（現東京都中央区日本橋馬喰町）出身。田中太吉の長男として生まれ、先代かねの養子となり家督を相続した。
貴金属品商、清水商店（1892年（明治25年）創業。山崎商店を経て現GINZA TANAKA）を経営した。また、1918年（大正7年）尚工舎時計研究所（現シチズン時計）を創業した。日本での金製品における18金、24金といった純度（品位）品質検定制度の確立、宝飾品としてのダイヤモンドの定着などがその功績の一つである
。
多摩川水力電気取締役、日本橋ビルディング監査役、東京商業会議所議員、東京市会議員のほか、東京実業組合連合会副会長、中央職業紹介委員会委員などを歴任した。
1910年（明治43年）日英博覧会で英国へ、1915年（大正4年）サンフランシスコ万国博覧会へ、1923年（大正12年）ジュネーブで開かれた国際労働会議に資本家側代表として参加したほか、同年、視察実業団長としてロシアへ渡った。
1925年（大正14年）9月には東京府多額納税者として貴族院議員に互選され、同年9月29日から1932年（昭和7年）9月28日まで務めた。
なお尚工舎は1925年（大正14年）、経営不振による人員整理で労働争議が起こり、以後も安定しなかったため1927年（昭和2年）に閉鎖される。これを好機とした時計商シュミット商会日本代表の中島與三郎と部下の鈴木良一が1930年（昭和5年）に出資買収し、山崎が会長、中島が社長、鈴木が工場管理人のシチズン時計株式会社として再建された。また1930年（昭和5年）、取引相手の田中一郎に山崎商店の事業と商号を譲渡している。